# Simon Rečnik
Simon Rečnik, slovenski gospodarstvenik in rotarijec, * 1974, Maribor.
Dr. Simon Rečnik je član vodstvenega tima Sandoz Slovenija Leka in direktor Trdnih izdelkov v farmacevtski družbi Lek. Je doktor znanosti s področja organske kemije z Univerze v Ljubljani (2002). Leta 2015 je končal študij poslovne administracije (MBA) na The Open University Business School, Milton Keynes v Združenem kraljestvu.

## Kariera
Leta 2002 je na Univerzi v Ljubljani v raziskovalni skupini akademika prof. dr. Branka Stanovnika doktoriral na področju kemije heterocikličnih spojin. Je soavtor več kot 25 izvirnih znanstvenih člankov.
Od leta 2003 je zaposlen v farmacevtskem podjetju Lek farmacevtska družba d.d., kjer je sprva delal kot ekspert Upravljanja kakovosti v obratu Lek Prevalje. V podjetju je med drugim podpiral tudi upravljanje kakovosti v obratu Linex Mengeš in vodil enoto Kakovost Prevalje in ključni program operativne odličnosti. Dve leti je vodil tudi globalni projekt Sandoza na sedežu družbe v Holzkirchnu v Nemčiji.  
Od leta 2013 je direktor Trdnih izdelkov Lendava. Pod njegovim vodstvom je enota postala največja proizvodna lokacija za pakiranje trdnih farmacevtskih izdelkov z najbolj obširnim portfeljem zdravil v Novartis in Sandoz in eno najpomembnejših podjetij v Prekmurju. V tem času so dosegli tudi petkratno povečanje obsega proizvodnje in števila zaposlenih skupaj z velikim tehnološkim napredkom.
Februarja 2023 je postal član vodstva Sandoz Slovenija, kjer je odgovoren za tehnične dejavnosti. Skrbi za koordinacijo proizvodnih lokacij, oskrbe, nabave, ESO, ZVO, inženiringa in kakovosti v Sloveniji. Julija 2023 je bil imenovan za člana Lekove uprave, in sicer za področje tehničnih dejavnosti. Po spremembi modela korporativnega upravljanja v podjetju septembra 2024, nadaljuje svojo vlogo kot član vodstvenega tima Sandoza Slovenija, odgovoren za koordiniranje tehničnih dejavnosti.
V zadnjem času je zelo aktiven pri vzpostavljanju strateškega partnerstva med farmacevtsko industrijo in akademsko sfero, posebej tudi na področju vzpostavitve dodatnega študija farmacije v Sloveniji in drugih novih in naprednih študijskih programov, za potrebe gospodarstva in novih prebojnih investicij.
Med 2019 in 2020 je bil predsednik Rotary kluba Maribor Lent, za svoje humanitarno delo pa je prejel rotarijsko priznanje Paul Harris Fellow. Je strastni zagovornik vključujočega, navdihujočega in trajnostnega voditeljstva ter coach po akreditiranem programu ICF.